# Sadleria cyatheoides
Sadleria cyatheoides là một loài dương xỉ trong họ Blechnaceae. Loài này được Kaulf. mô tả khoa học đầu tiên năm 1824.

## Hình ảnh

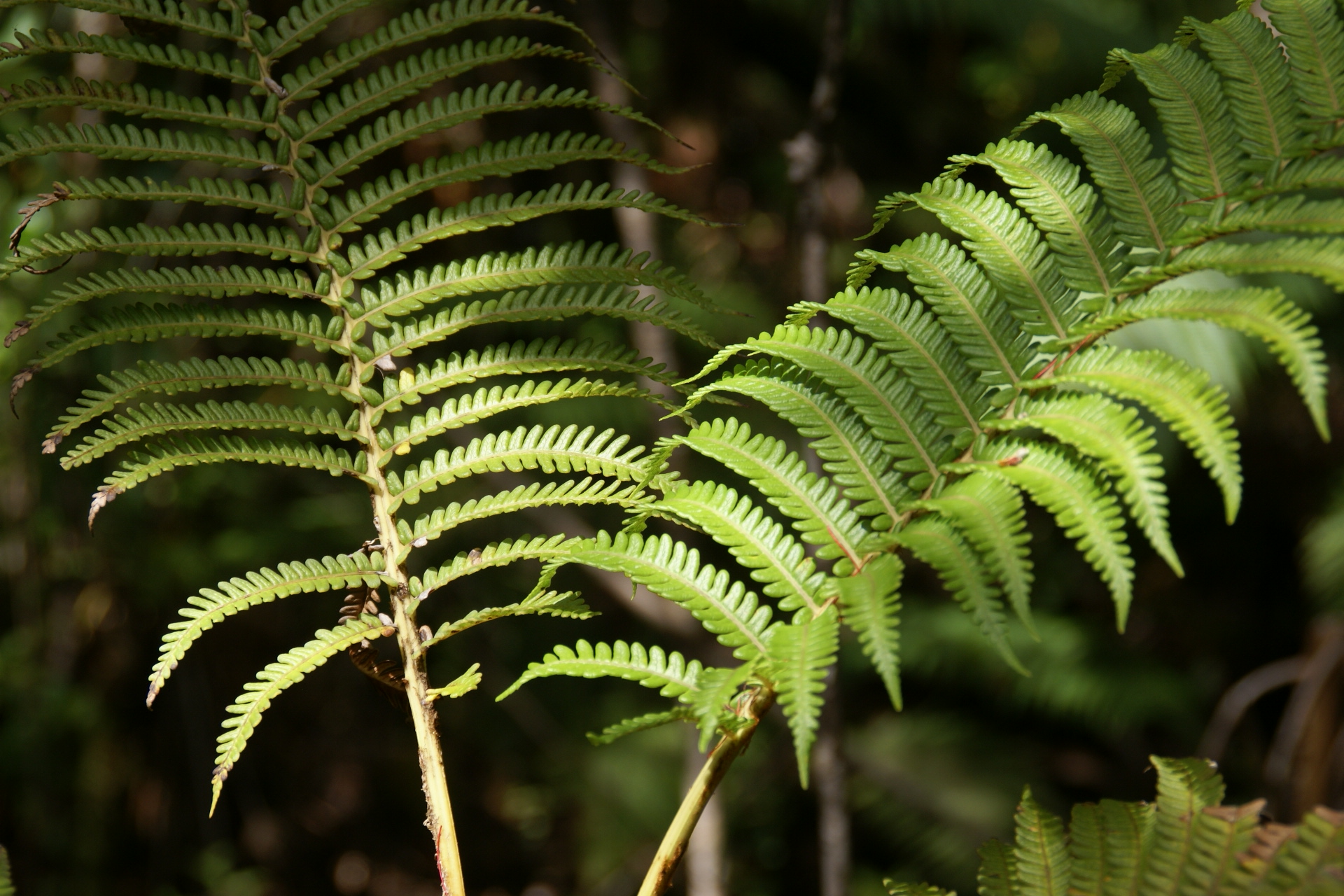
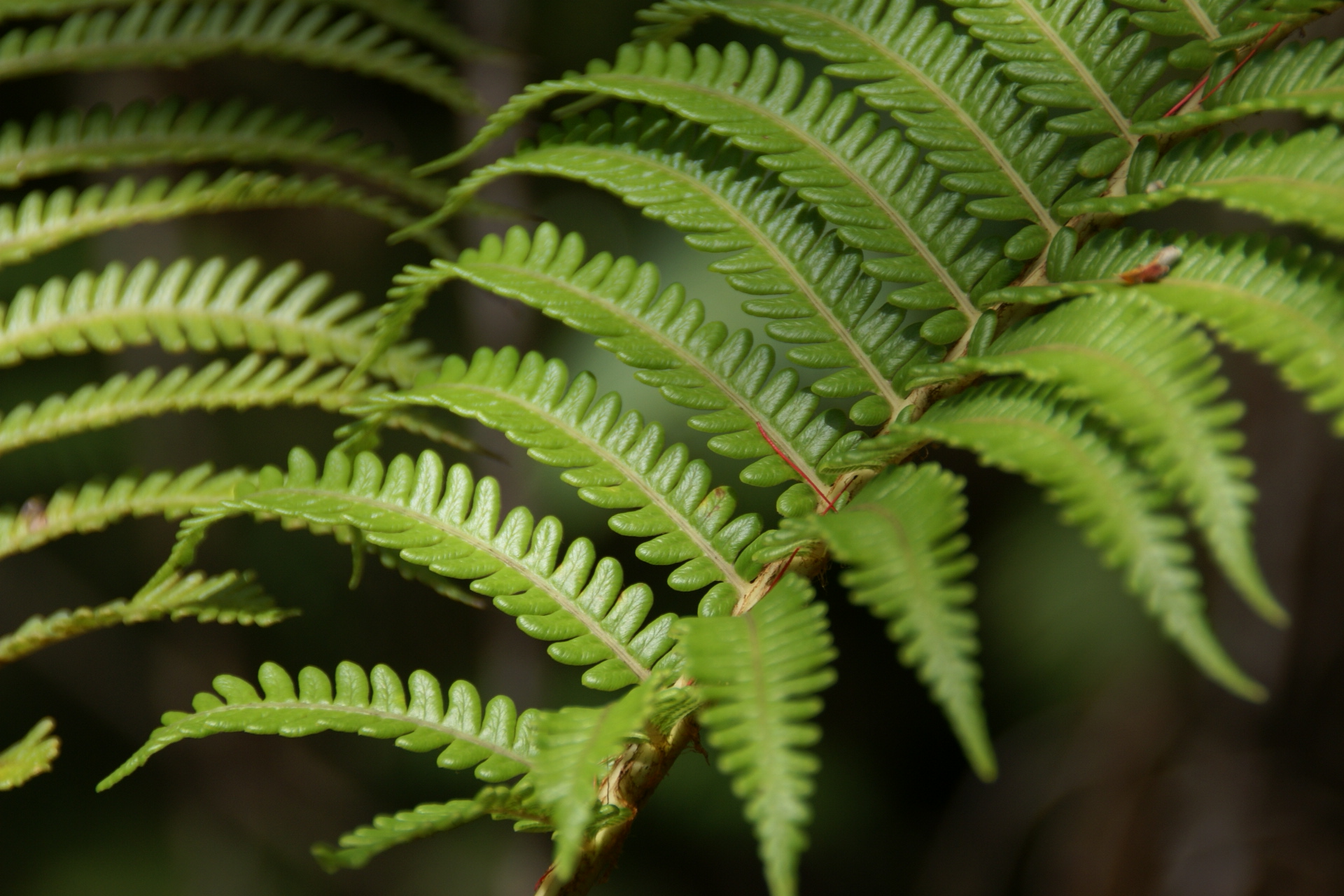
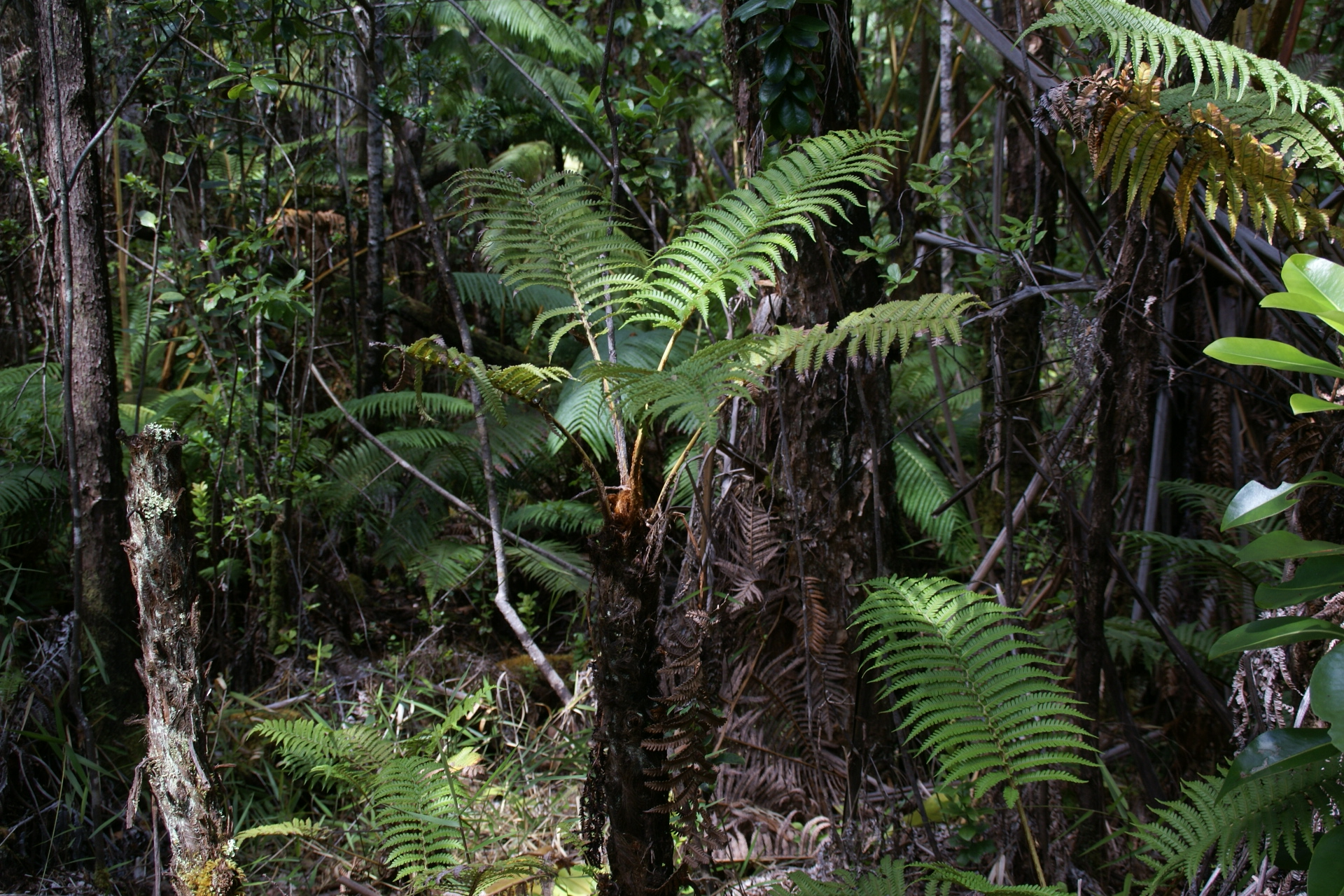
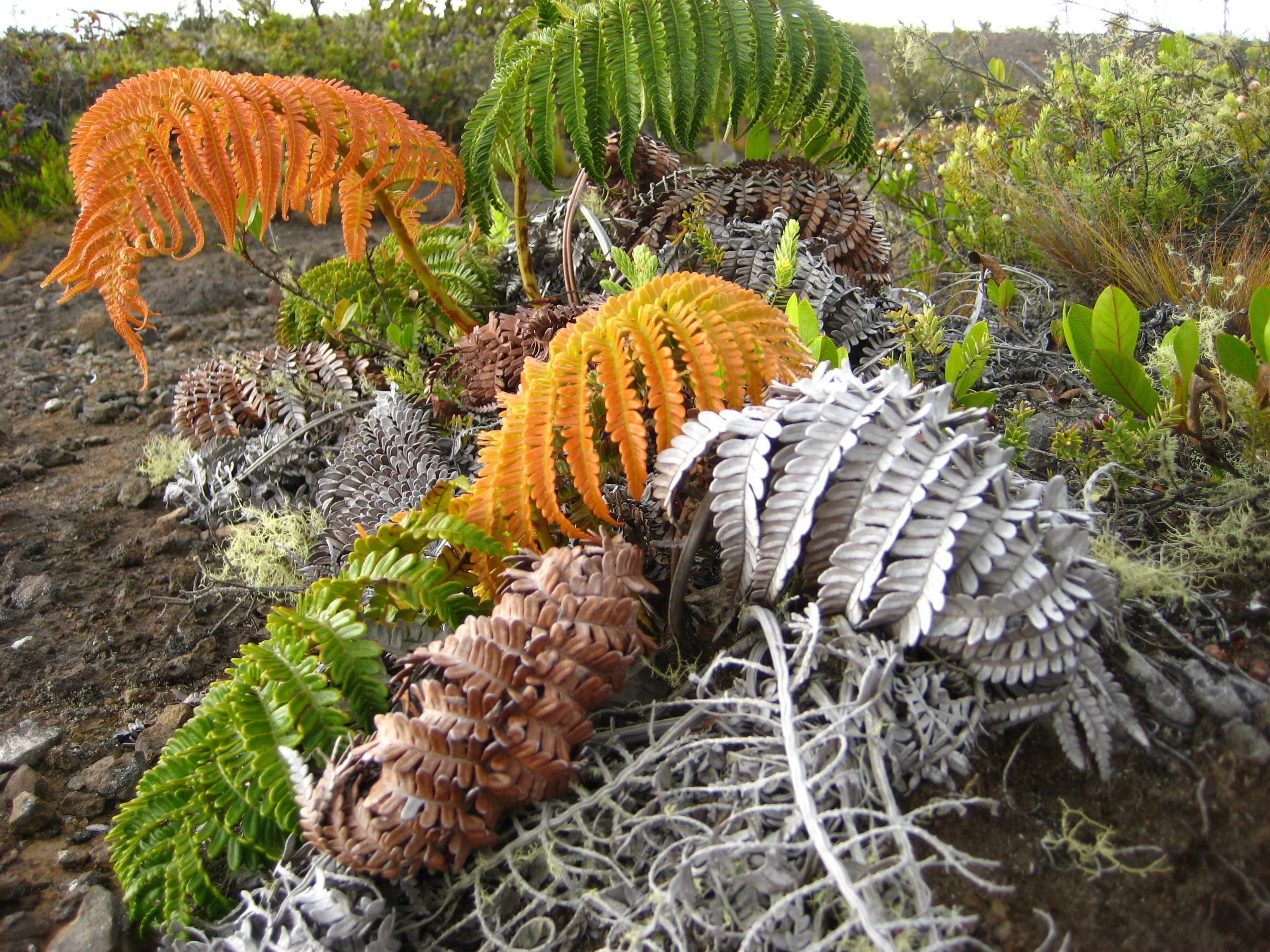